# 證道錄
《證道錄》（英語：Journal of Discourses）是一份26卷的早期耶穌基督後期聖徒教會（摩門教）領袖的公開證道集結。第一版的《證道錄》由 Brigham Young（楊百翰）的速記員 George D. Watt 於英格蘭出版。由教會總會會長團的支持，《證道錄》自1854年不斷出版直到1886年。《證道錄》是研究早期摩門教神學和思想最豐富資料來源。它包含了由55個教會領袖的1438個證道講章，這些教會領袖包括楊百翰、John Taylor（泰來約翰）、 Orson Pratt（溥瑞特奧申）、 Heber C. Kimball（金鮑賀博）和 George Q. Cannon。
George D. Watt 記錄了前4卷的證道，並且繼續記錄了到第12卷的部分證道，至少有其他11名速記員也參與記錄。在《證道錄》楊百翰有390個證道記錄在內，名列第一。John A. Widtsoe 評論說：
楊百翰保存了他的講道的速記報告。當他在人群中旅行的時候，速記員陪同。所有他說的話都記錄下來。實際上所有這些證道（從1851年12月16日到1877年8月19日）都在《證道錄》裡面出版，並被廣為發佈。只有少數偉大的歷史人物的公開言論語調是如此的忠實又詳盡地被保存。
雖然沒有被教會正典化，直到今日，在教會裏《證道錄》仍然有高度的評價。在第8卷的前言裡面摩門教會使徒 George Q. Cannon 寫到：「《證道錄》值得被評為教會標準經文之一，所有良好思考的聖徒會當然地以欣喜歡迎每一期從印刷廠裡出來，把它當作一個新增的鏡子的反射出錫安山光亮的來」。其他幾卷的前言也有類似的稱讚。
但是今日的耶穌基督後期聖徒教會開始和《證道錄》和裡面早期教會領袖的教導保持距離。許多在《證道錄》裡面詳細解釋的教義，例如說 blood atonement（流血的救贖）、亞當-神理論、多重婚姻和排斥黑人的教義已經被教會拒絕接受。

## 外部連結
- 《證道錄》（页面存档备份，存于）完整線上版本（HTML 格式）
- 《證道錄》在楊百翰大學的線上照相影印影像（PDF 格式）